# Une si belle garce
Pour les articles homonymes, voir The Big Bounce.
Une si belle garce (titre original : The Big Bounce) est un film américain réalisé par Alex March, sorti en 1969. Il s'agit d'une adaptation du roman The Big Bounce d'Elmore Leonard, publié l'année précédente.

## Fiche technique
- Titre : Une si belle garce
- Titre original : The Big Bounce
- Réalisateur : Alex March, assisté d'Alan Rudolph
- Scénario : Robert Dozier, d'après le roman The Big Bounce d'Elmore Leonard
- Musique : Mike Curb
- Photographie : Howard Schwartz
- Montage : William H. Ziegler
- Direction artistique : Serge Krizman
- Décors : Audrey A. Blasdel
- Producteur : William Dozier
- Sociétés de production : Greenway Productions et Warner Bros.-Seven Arts
- Pays de production :  États-Unis
- Langue originale : anglais
- Format : Couleur (Technicolor) — 35 mm — 2,35:1 — Son : Mono
- Genre : drame
- Durée : 102 minutes
- Dates de sortie : 
  - États-Unis : 5 mars 1969

## Distribution
- Ryan O'Neal : Jack Ryan
- Leigh Taylor-Young : Nancy Barker
- Van Heflin : Sam Mirakian
- Lee Grant : Joanne
- James Daly : Ray Ritchie
- Robert Webber : Bob Rodgers
- Cindy Eilbacher : la fille de Joanne
- Noam Pitlik : Sam Turner
- Victor Paul : Comacho
- Charles Cooper : le sénateur

## Production
Le tournage a lieu en Californie : à Carmel-by-the-Sea et Monterey.